# 伊斯馬寧站
伊斯馬寧站（Ismaning）是一座慕尼黑快铁8号线位于伊斯馬寧的一座车站。